# Silberhammer (Dresden)
Der Silberhammer sowie das benachbarte Hofwaschhaus waren ursprünglich Gebäude im Besitz des sächsischen Königshauses auf der Ostra-Allee in Dresden. Beide Gebäude wurden Ende des 19. Jahrhunderts ersatzlos abgebrochen. Das Grundstück blieb zunächst unbebaut, ab 1911 errichtete hier der Theaterverein das Dresdner Schauspielhaus.

## Bau des ersten Silberhammers und Nutzung bis 1800
Zu Beginn des 17. Jahrhunderts machte sich der Bau des Münz- und Silberhammers in der Wilsdruffer Vorstadt erforderlich, da die alte Münze in den Stadtmauern nicht mehr den Anforderungen gerecht wurde. Wegen der Notwendigkeit der Nutzung von Wasserkraft und wegen der Brandgefahr durch die Glühöfen entschied man sich für eine Stelle am Weißeritzmühlgraben in enger Nachbarschaft zur Dresdner Gerbergemeinde.
Der aus einem massiven Untergeschoss und einem Fachwerk-Obergeschoss bestehende Silberhammer wurde 1622 in Betrieb genommen. Der Hammer befand sich nun außerhalb der Stadtmauern, weshalb er gegen Angriffe geschützt werden musste, lagerten hier doch zeitweise bis zu 230 kg Silber. Deshalb verfügte das Gebäude im Obergeschoss über einen verbretterten Patrouillengang, später wurde es durch eine Schildwache abgesichert.
Es wurden Rohlinge – sogenannte Zaine – gefertigt, die dann hinter den Stadtmauern in der Münze im Münzhof nördlich des Schlosses geprägt wurden. Dem Antrieb des Hammers dienten zwei unterschlächtige Räder, eines mit 4,25 Metern Durchmesser und 1,10 Metern Breite und ein zweites mit 4,80 Metern Durchmesser und 0,80 Metern Breite. Beide wurden durch das Wasser des Weißeritzmühlgrabens angetrieben.

## Neubau des Silberhammers und Nutzung bis zum Abriss 1897

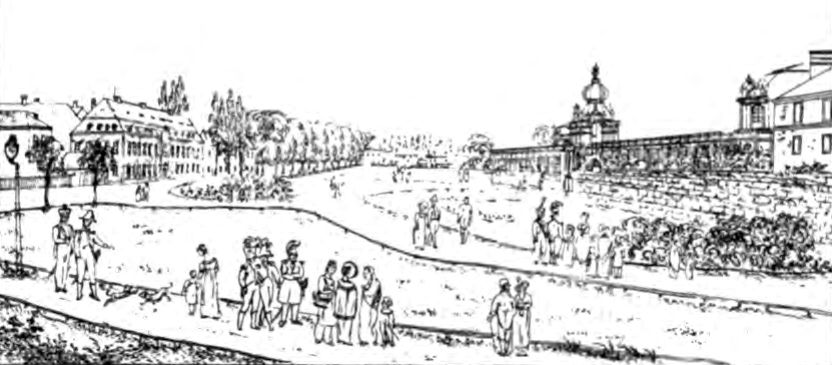
Links der Silberhammer und das königliche Waschhaus (1898 abgebrochen). Rechts der Zwinger, daran anschließend das Opernhaus am Zwinger (1849 abgebrannt) – Ansicht aus den 1820er Jahren

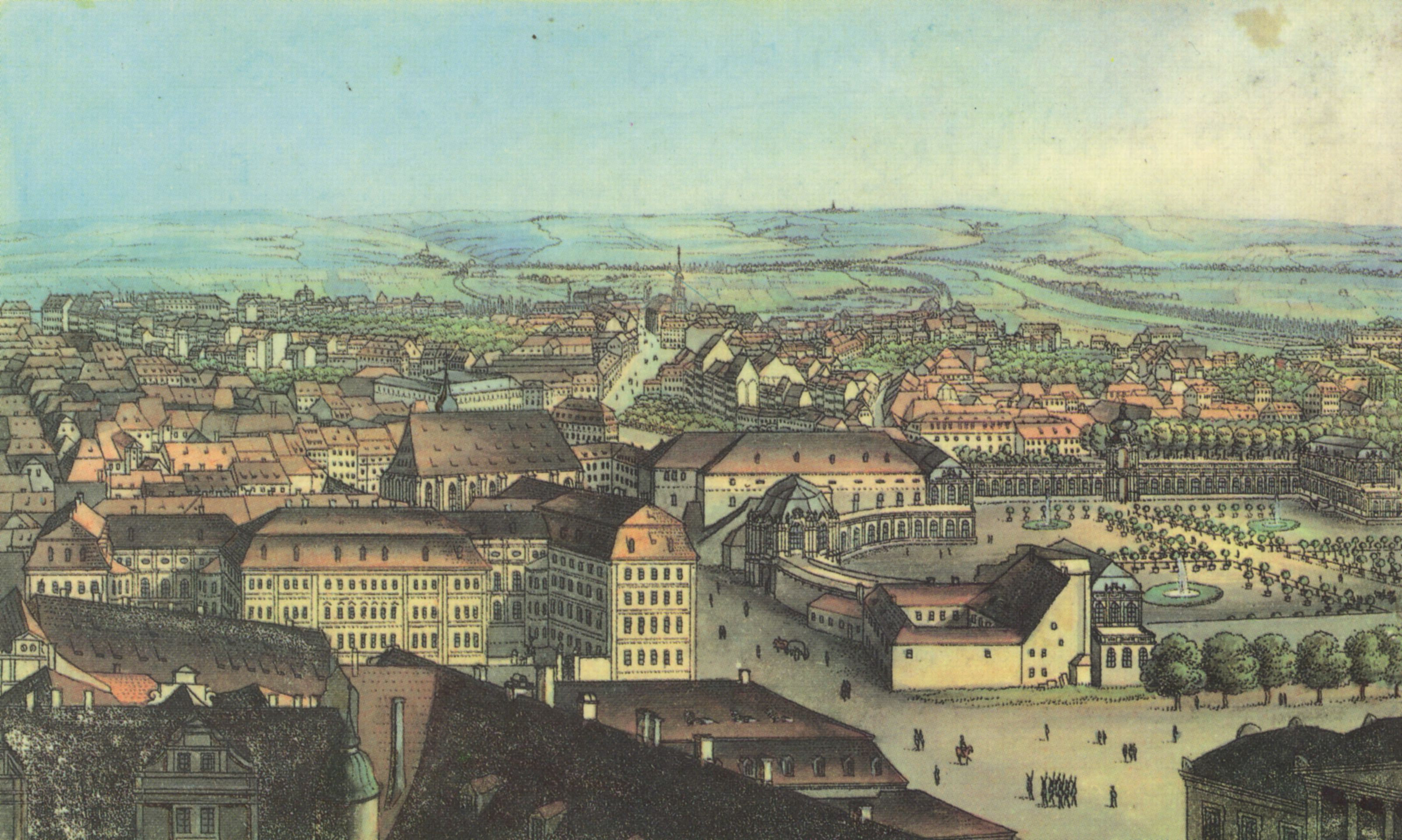
Silberhammer am Kronentor (um 1850), Sicht vom Hausmannsturm des Residenzschlosses Dresden

Mit dem Bau der Katholischen Hofkirche musste die alte Münze an der Elbe weichen. Von 1732 bis 1738 wurde der neue Münzhof zwischen Festungsmauer und Frauenkirche errichtet. Dieser Standort erwies sich recht bald erneut als ungünstig, für notwendige Erweiterungen und Modernisierungen fehlte der Platz. Deshalb befahl Kurfürst Friedrich August III. 1802 den völligen Neubau des Silberhammers. Dieser erfolgte dann in den Jahren 1803 bis 1808. Errichtet wurde ein schlichter einstöckiger Bau mit großem Mansarddach. Sein rechteckiger Grundriss betrug 33 × 14 Meter. Angetrieben wurde der Hammer jetzt durch ein unterschlächtiges Rad mit 7,50 Metern Durchmesser und 2 Metern Breite, dieses Rad lieferte bei einer Wasserführung von 1 m³/s ca. 13 bis 14 PS Leistung.
Im August 1885 kam es zum Bruch des Wasserrades, deshalb gab es Verzögerungen bei der geplanten letzten Ausmünzung. Die Münzstätte Muldenhütten bei Freiberg wurde nach der Schließung der Münzstätte Dresden 1887 neue sächsische Staatsmünze. Am 28. Februar 1887 wurde der Silberhammer von der Stadt Dresden bei einer öffentlichen Versteigerung erworben. Der Abbruch des Silberhammers erfolgte 1897, 1898 der des daneben befindlichen Hofwaschhauses. Der in direkter Nachbarschaft nördlich entlang des Malergäßchens befindliche königliche Malersaal wurde 1902 abgerissen und bis 1906 verschwand das gesamte Quartier, auf dem sich die ehemaligen Gerberhäuser befanden. Auf den Grundstücken südlich des Malergäßchens wurde 1911–1913 das Schauspielhaus errichtet und nördlich davon ab 1912 das Haus der Dresdner Kaufmannschaft.